# Eclytus multicolor
Eclytus multicolor är en stekelart som först beskrevs av Joseph Kriechbaumer 1896.  Eclytus multicolor ingår i släktet Eclytus och familjen brokparasitsteklar. Arten är reproducerande i Sverige. Inga underarter finns listade i Catalogue of Life.